# Ocean Eyes
Pour la chanson de Billie Eilish, voir Ocean Eyes (chanson).
Albums de Owl City
Maybe I'm Dreaming
(2008) All Things Bright and Beautiful
(2011)
Ocean Eyes est le deuxième album du projet Owl City, créé par l'artiste américain Adam Young.
Cet album est sorti en 2009. Le single Fireflies, qui est apparu sur les ondes françaises depuis décembre 2009, a connu un véritable succès, qui a permis la promotion de l'album. Le deuxième extrait, sorti en avril 2010 est Vanilla Twilight. L'album compte 12 pistes, dont Cave In, Dental Care, The Tip Of The Iceberg ou encore Umbrella Beach.

## Liste des pistes

### Ocean Eyes
| 1.    | Cave In                | Phil Peterson, Matt Thiessen               | 4:02 |
| 2.    | The Bird And The Worm  | Matt Thiessen                              | 3:28 |
| 3.    | Hello Seattle          |                                            | 2:47 |
| 4.    | Umbrella Beach         | Phil Peterson                              | 3:51 |
| 5.    | The Saltwater Room     | Breanne Düren                              | 4:03 |
| 6.    | Dental Care            |                                            | 3:11 |
| 7.    | Meteor Shower          | Jolie Lindholm, Melisa Morgan              | 2:14 |
| 8.    | On The Wing            | Phil Peterson, Austin Tofte, Breanne Düren | 5:01 |
| 9.    | Fireflies              | Phil Peterson, Matt Thiessen               | 3:48 |
| 10.   | The Tip Of The Iceberg | Phil Peterson, Melisa Morgan               | 3:23 |
| 11.   | Vanilla Twilight       |                                            | 3:52 |
| 12.   | Tidal Wave             | Matt Thiessen                              | 3:10 |
| 42:50 |                        |                                            |      |

### Titres bonus présents suriTunes
| No  | Titre                   | Durée |
| --- | ----------------------- | ----- |
| 13. | Hello Seattle (Remix)   | 5:53  |
| 14. | If My Heart Was a House | 4:06  |

### Ocean Eyes (Deluxe Edition)(1ermars 2010)
| 1.    | Cave In                 | Adam Young, Phil Peterson, Matt Thiessen | 4:02  |
| 2.    | The Bird And The Worm   | Matt Thiessen                            | 3:27  |
| 3.    | Hello Seattle           |                                          | 2:47  |
| 4.    | Umbrella Beach          | Adam Young, Phil Peterson                | 3:50  |
| 5.    | The Saltwater Room      | Breanne Düren                            | 4:02  |
| 6.    | Dental Care             |                                          | 3:11  |
| 7.    | Meteor Shower           | Jolie Lindholm, Melisa Morgan            | 2:13  |
| 8.    | On The Wing             | Adam Young, Phil Peterson, Austin Tofte  | 5:01  |
| 9.    | Fireflies               | Adam Young, Phil Peterson, Matt Thiessen | 3:48  |
| 10.   | The Tip Of The Iceberg  | Adam Young, Phil Peterson, Melisa Morgan | 3:22  |
| 11.   | Vanilla Twilight        |                                          | 3:51  |
| 12.   | Tidal Wave              | Matt Thiessen                            | 3:10  |
|       | Bonus Disc              |                                          | 24:55 |
| 1.    | Hot Air Balloon         | Adam Young                               | 3:33  |
| 2.    | Butterfly Wings         | Adam Young                               | 2:54  |
| 3.    | Rugs From Me To You     | John Goodmanson                          | 1:27  |
| 4.    | Sunburn                 | Adam Young                               | 3:47  |
| 5.    | Hello Seattle (Remix)   | John Goodmanson                          | 5:53  |
| 6.    | If My Heart Was A House | John Goodmanson                          | 4:05  |
| 7.    | Strawberry Avalanche    | Adam Young                               | 3:16  |
| 92:34 |                         |                                          |       |